# سیارک ۲۶۰۷۴
سیارک ۲۶۰۷۴ (به انگلیسی: 26074 Carlwirtz، نامگذاری:1977TD) بیست و شش هزار و هفتاد و چهارمین سیارک کشف شده‌است که در ۸ اکتبر ۱۹۷۷ کشف شد.